# Portal tomb

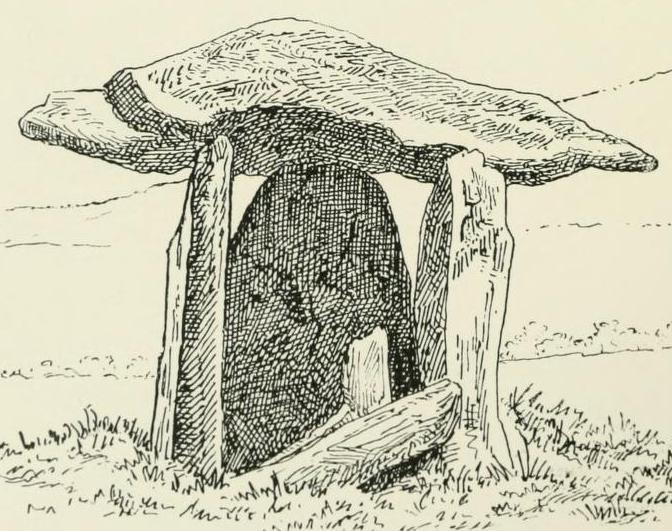
Portaalgraf van Bree Hill, County Wexford, 1897

Een portaalgraf (Engels: Portal tomb) bestaat uit twee even lange, staande draagstenen met een steen ertussen. Deze vormen een kamer die bedekt is met een (soms enorme) deksteen.
Portaalgraven komen voor op de Britse eilanden, met name aan de oostkant van Ierland. Ze komen ook voor in Cornwall en Wales.
Bij de meeste portaalgraven is geen spoor van een dekheuvel of cairn. Er zijn bij twee dozijn cairns bekend, die lijken op de cairns van de court tombs (maar iets smaller zijn).
Naast de portaalgraven komen in Ierland ook wedge tombs, court tombs en passage tombs voor.
Een bekend portaalgraf is Carrickglass.

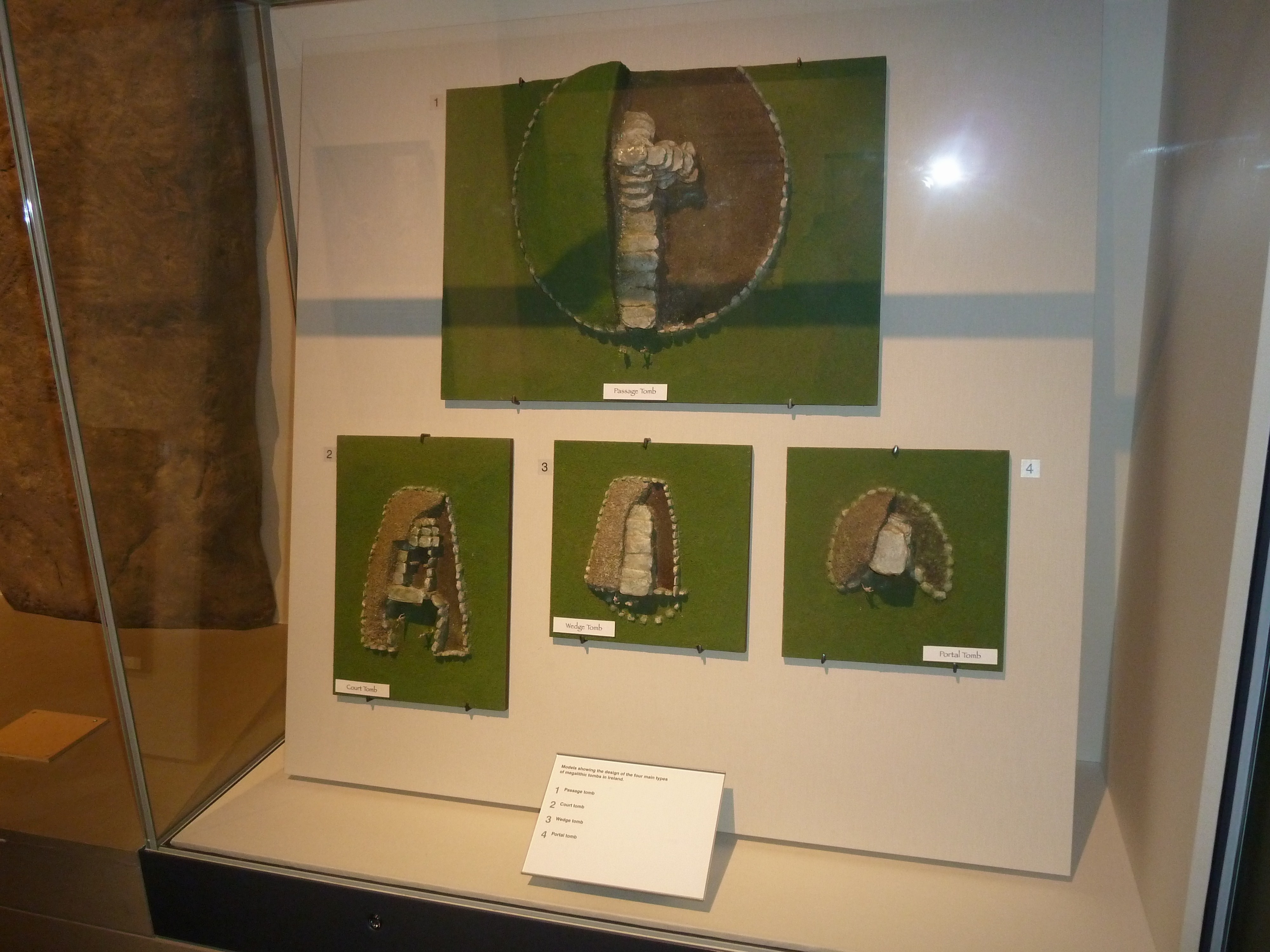
Modellen van diverse typen hunebedden (Passage tomb, Court tomb, Wedge tomb, Portal tomb) in het Ulster Museum